# 李方华
李方华（1932年1月6日—2020年1月24日），女，籍贯广东德庆，生于香港，中国物理学家，中国科学院物理研究所研究员，曾任中国电子显微学会理事长，《中国物理学刊》编辑。

## 生平
1932年生于香港，籍贯广东德庆，1950年考入武汉大学物理系，后获得公派留学苏联机会，1956年毕业于苏联列宁格勒大学物理系。1993年当选为中国科学院院士。1998年当选为第三世界科学院院士。